# Вешкайма
Вешкайма (на руски: Вешкайма) е селище от градски тип в Русия, административен център на Вешкаймски район, Уляновска област. Населението му към 1 януари 2018 година е 5796 души.